# Рябиков, Илья Григорьевич
Илья Григорьевич Рябиков (20 июля 1924, Смоленская область — 18 августа 2008, Сосновый Бор, Ленинградская область) — советский военнослужащий, участник Великой Отечественной войны, полный кавалер ордена Славы, телефонист миномётной роты 346-го стрелкового полка, ефрейтор — на момент представления к награждению орденом Славы 1-й степени.

## Биография
Родился 20 июля 1924 года в деревне Колодино (ныне — Монастырщинского района Смоленской области). Окончил 5 классов. Трудился в колхозе. В начале войны семнадцатилетний Илья Рябиков оказался на временно захваченной врагом территории. Скрывался от угона в Германию, помогал партизанам. Когда в сентябре 1943 года Красная Армия освободила Монастырщинский район Смоленщины, юноша пришел в военкомат.
В Красной Армии и на фронте в Великую Отечественную войну с октября 1943 года. Воевал на Западном, 3-м Белорусском фронтах. Был солдатом минометной роты 346-го стрелкового полка 63-й стрелковой дивизии 5-й армии. и по штатному расписанию значился телефонистом, однако в быстро менявшейся боевой обстановке воину приходилось выполнять и другие обязанности. Он умело корректировал огонь минометов; были случаи, когда телефонист заменял выбывшего из строя наводчика. Был четыре раза ранен и трижды контужен.
В течение зимы 1943—1944 годов принимал участие во многих боях местного значения, приобрел опыт, закалился и возмужал. Когда же началось летнее наступление 1944 года на главном направлении, красноармеец Рябиков проявил мужество и геройство.
25 июля 1944 года в бою под деревней Траки сразил 5-х противников. 31 июля одним из первых ворвался в населенный пункт Уштоки, истребил несколько вражеских солдат.
Приказом от 19 сентября 1944 года красноармеец Рябиков Илья Григорьевич награждён орденом Славы 3-й степени.
17 октября 1944 года в бою у населенного пункта Лауцкайме уже командир отделения минометно-пулеметной роты ефрейтор Рябиков, встав за наводчика, из 82-миллиметрового миномета уничтожил до 10 противников и 3 пулемета. 18 октября при форсировании реки Шеймена юго-западнее города Науместис поразил огневую точку и 4-х противников, что способствовало продвижению наступающих стрелковых подразделений.
Приказом от 14 декабря 1944 года ефрейтор Рябиков Илья Григорьевич награждён орденом Славы 2-й степени.
13 января 1945 года войска 3-го Белорусского фронта перешли в наступление в Восточной Пруссии. Противник оказывал упорное сопротивление. Бои шли днем и ночью.
16 января 346-й стрелковый полк завязал бой за укрепленный пункт Валлинджен. В течение дня телефонист Рябиков 30 раз выходил на линию под огнём противника, чтобы устранить нарушение связи. Он был ранен, но из строя не ушел, оперативно восстанавливал порывы провода. 17 января, когда в одном из минометных расчетов были тяжело ранены все номера, выполнял обязанности наводчика. Был вторично ранен осколком снаряда, но остался в строю.
20 февраля 1945 года участвовал в бою за деревню Доммитен и железнодорожную станцию Куссен, метким огнём подавил 3 пулемета и вывел из строя до десятка противников. В конце февраля командир полка подполковник Киселев представил героя-минометчика к ордену Славы 1-й степени.
Указом Президиума Верховного Совета СССР от 19 апреля 1945 года за исключительное мужество, отвагу и бесстрашие, проявленные в боях с вражескими захватчиками, ефрейтор Рябиков Илья Григорьевич награждён орденом Славы 1-й степени. Стал полным кавалером ордена Славы.
Штурмом Кёнигсберга закончил Рябиков свой поход на запад, но не войну. В августе 1945 года в составе 1-го Дальневосточного фронта он участвовал разгроме японских самураев и здесь заслужил новую награду — орден Красной Звезды.
В 1946 году был демобилизован. Жил в деревне Домашковицы Ленинградской области, работал плотником в колхозе. Член КПСС с 1952 года. Последние годы жил в городе Сосновый Бор той же области. Скончался 18 августа 2008 года. Похоронен на городском Ковашевском кладбище.

## Награды
Награждён орденами Отечественной войны 1-й степени, Красной Звезды, Славы 1-й, 2-й и 3-й степени, медалями, в том числе «За отвагу» (2.4.1944, 1.7.1944).

## Память
На родине, в городе Монастырщина в Аллее Героев установлена стела.